# 駐外武官

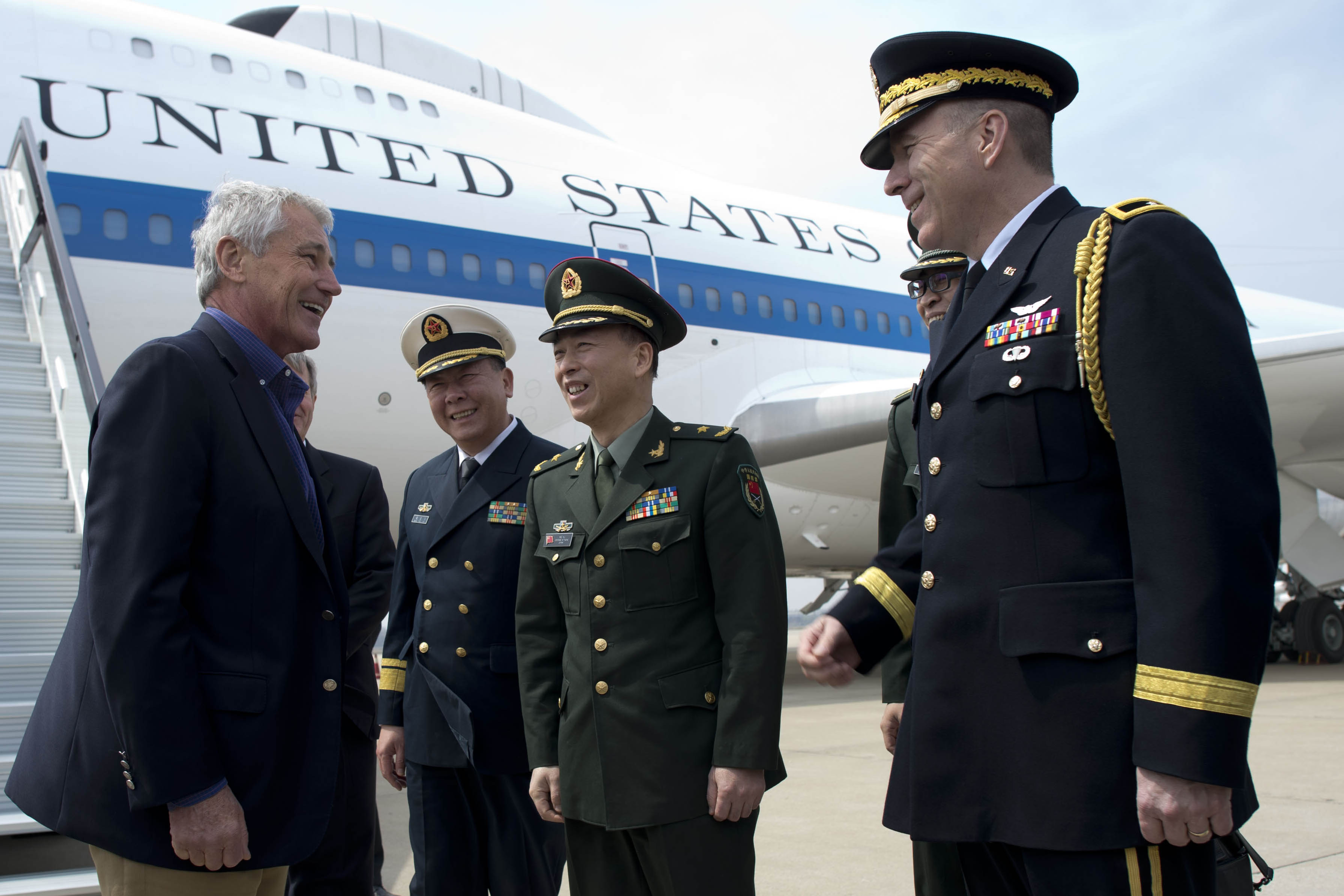
美國駐華大使館武官季來明准將（圖右）與中國人民解放軍軍官迎接美國國防部長查克·海格訪問青島

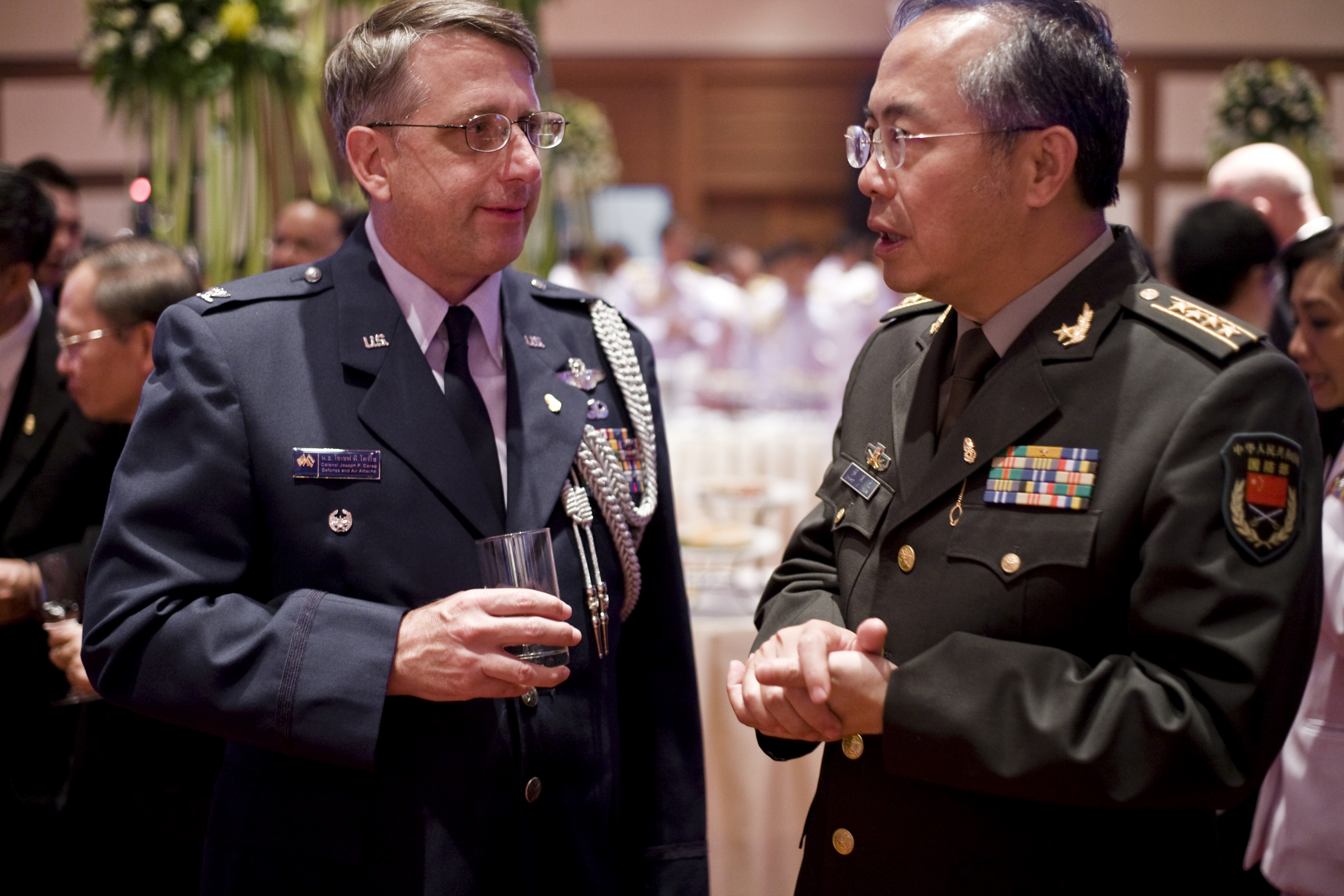
中美兩國駐泰國武官對談，左為美國武官約瑟夫·科爾索上校（Joseph P. Corso），右為中華人民共和國武官張冀元大校

駐外武官（英語：Military attaché/Defence attaché），即外交代表機構（大使館、領事館）的軍職專員，多由陸海空三軍種少校以上的校官到少將以下的將官中選派，處理跨國之間的軍事性業務，為外交使館中專司國防事務的館員，肩負有軍事外交的任務，也是一國的軍隊或該國國防部在派駐國的代表。
駐外武官職務可包括辦理兩國軍隊之間交流相關事務、與他國駐外武官之間來往、辦理兩國軍事合作或援助事項、擔任駐該國大使的軍事助手等。

## 中華民國
中華民國國軍的駐外武官，包含派駐邦交國大使館武官處之武官及非邦交國代表處之軍事協調組（軍協組）組長，編階為上校、搭配兩名駐外副武官中校，並隸屬於軍事情報體系，由國防部參謀本部情報參謀次長室國際事務處管轄。而廣義的駐外武官則隸屬於計畫體系，編階少校，由各軍種司令部計畫處參謀輪流派任，並與國防部戰略規劃司保持共同業務往來，且並非是派駐於外交部所轄各代表處，而是直接派駐於該國軍隊營區。由駐外武官出身的將領包含：王叔銘、鍾漢波、查顯琳、陳家儒、郭德權、彭傳樑、汪希苓、郭宗清、溫哈熊、唐飛、高仲源、羅文山、張金藻、吳東明、李珽、劉志遠、李伯偉、馮世寬、彭勝竹、陳永康、張惠榮、邱國正、蒲澤春、陳敬忠、淡志隆、羅賢哲、徐偉光、陳文凡、郭力升、劉得金、楊大偉、李廷盛、黎賢聖、倪邦臣、楊靜瑟、章元勳、曹進平、景耀宗、柳惠千、徐綬章、譚芳榮、黃盈捷等。

## 中华人民共和国
中國人民解放軍的駐外武官编制一般为大校或上校。特别地，驻美、英、法、德、俄、日、朝、印、巴西九国副部级大使馆的武官高配为少将军衔，驻韩国、巴基斯坦、泰国、埃及、坦桑尼亚的武官，常驻联合国代表团军事参谋团团长、驻欧盟使团军事代表、驻非盟使团军事代表以及个别国家国防武官也高配少将军衔。驻外武官由中华人民共和国国防部派出，受国防部国际军事合作办公室管理。